# Electrophorus electricus
Electrophorus electricus ist eine Fischart aus der Gattung der Zitteraale (Electrophorus), die in den Flüssen und Sümpfen des Berglandes von Guayana vorkommt. Die Terra typica der Art liegt in Suriname.

## Merkmale
Electrophorus electricus erreicht eine Länge von etwa einem Meter. Die Körperhöhe liegt bei 4,6 bis 9 % der Gesamtlänge, die Breite des Körpers liegt bei 5 bis 8,5 % der Gesamtlänge. Die Kopflänge beträgt 8,7 bis 12 % der Gesamtlänge. Der Kopf ist von oben oder unten gesehen U-förmig und verglichen mit dem von Electrophorus varii von der Seite gesehen niedrig. Das Cleithrum, ein paariger Deckknochen im Schultergürtel der Fische, befindet sich wie bei Electrophorus electricus zwischen dem fünften und sechsten Wirbel. Die lange Afterflosse wird von 325 bis 386 Flossenstrahlen gestützt (320 bis 395 bei Electrophorus varii und 320  bis 420 bei Electrophorus voltai), die Brustflossen besitzen 32 bis 38 Flossenstrahlen  (20 bis 28 bei Electrophorus varii und 23 bis 31 bei Electrophorus voltai). Die Seitenlinie wird von 88 bis 101 Schuppen begleitet (124 bis 186 bei Electrophorus varii und 112 bis 146 bei Electrophorus voltai). Wie bei Electrophorus voltai ist hin und wieder ein helles Band entlang den Körperseiten zu sehen.

## Lebensraum
Electrophorus electricus kommt im Bergland von Guayana vor. Im Lebensraum der Art ist das Wasser für gewöhnlich sauerstoffreich und hat einen niedrigen Leitwert (<30 µScm). Die Gewässer haben einen felsigen Grund, es gibt Stromschnellen und Wasserfälle.

## Systematik
Die Art wurde im Jahr 1766 durch den schwedischen Naturforscher Carl von Linné, den Begründer der binären Nomenklatur und der Grundlagen der modernen botanischen und zoologischen Taxonomie, unter der Bezeichnung Gymnotus electricus erstmals beschrieben. Synonymbezeichnungen sind Gymnoti tremuli, Gymnotus tremulus und Gymnotus regius. Die Gattung Electrophorus wurde im Jahr 1864 durch den US-amerikanischen Ichthyologen Theodore Nicholas Gill eingeführt. Mehr als 250 Jahre war Electrophorus electricus die einzige Art der damit monotypischen Gattung Electrophorus.
Im September 2019 erschien eine Studie in der nachgewiesen wurde, dass sich unter der Bezeichnung Electrophorus electricus drei kryptische Arten verbargen, die sich äußerlich sehr ähneln, genetisch aber deutlich unterscheiden. Die Bezeichnung Electrophorus electricus gilt jetzt nur noch für die Zitteraale des Berglandes von Guayana; die Zitteraale, die im Amazonastiefland von den ecuadorianischen und peruanischen Anden im Westen bis zur Mündung des Amazonas im Westen vorkommen, wurden unter der Bezeichnung Electrophorus varii neu beschrieben und die im südlichen Amazonasbecken in den Flüssen, die den Brasilianischen Schild zum Amazonas hin entwässern, vorkommenden Zitteraale wurden als Electrophorus voltai ebenfalls neu beschrieben.

## Belege
1. 1 2 3 4 5  C. David de Santana, William G. R. Crampton, Casey B. Dillman, Renata G. Frederico, Mark H. Sabaj, Raphaël Covain, Jonathan Ready, Jansen Zuanon, Renildo R. de Oliveira, Raimundo N. Mendes-Júnior, Douglas A. Bastos, Tulio F. Teixeira, Jan Mol, Willian Ohara, Natália Castro e Castro, Luiz A. Peixoto, Cleusa Nagamachi, Leandro Sousa, Luciano F. A. Montag, Frank Ribeiro, Joseph C. Waddell, Nivaldo M. Piorsky, Richard P. Vari & Wolmar B. Wosiacki: Unexpected species diversity in electric eels with a description of the strongest living bioelectricity generator. Nature Communications, Volume 10, Article number: 4000, 2019, doi:10.1038/s41467-019-11690-z.
2. ↑  Linnaeus, C. (1766): Systema Naturae (online)
3. ↑  Gronovius, L. T. Zoophylacii Gronoviani fasciculus primus exhibens animalia quadrupeda, amphibia atque pisces, quae in museo suo adservat, rite examinavit, systematice disposuit, descripsit atque iconibus illustravit Laur. Zoophylacii Gronoviani. 1–136, pls. 1–13 (1763).
4. ↑  Houttuyn, M. Natuurlyke historie of uitvoerige beschryving der dieren, planten en mineraalen, volgens het samenstel van den Heer Linnaeus. (Met naauwkeurige afbeeldingen, Amsterdam, 1764).
5. ↑  Chiaje, S. D. Notizia su due Gimnoti elettrici dall’America recati vivi in Napolli. Nuov. Ann. Sci. Nat. Bologna 8, 268–273 (1847).